# Horton-cum-Peel
Horton-cum-Peel var en civil parish 1866–2015 när det uppgick i Ashton Hayes and Horton cum Peel, i distriktet Cheshire West and Chester, i Storbritannien. Den ligger i grevskapet Cheshire och riksdelen England, i den södra delen av landet, 260 km nordväst om huvudstaden London. Civil parish hade 15 invånare år 2001.